# Château Haus Assen
Pour les articles homonymes, voir Assen (homonymie).
Le château Haus Assen est un château allemand de style « Renaissance de Lippe » (variante architecturale de la Renaissance nordique). Il se trouve à Lippborg, village appartenant à la commune de Lippetal dans l'État de Rhénanie-du-Nord-Westphalie.

## Historique
Un premier château fort existe au moins depuis le XIe siècle sous le nom de « Borch to Assen ». Il est donné, ainsi que ses terres, par Henri II à l'abbaye Saints-Pierre-et-Paul de Paderborn, en 1023, puis il devient un fief du seigneur Röttger von Ketteler. Les terres sont divisées en 1455. Les seigneurs von Ketteler commandent la construction d'un nouveau château à Laurent de Brachum au sud du château fort. Ce nouveau bâtiment prend le nom de nouveau « Haus Assen ». Goswin von Ketteler habite le nouveau château et son frère, l'ancien. Par la suite, les deux bâtiments sont réunis. Les terres sont réunies également, lorsque Konrad von Ketteler épouse sa cousine Odile von Ketteler.
Le château et ses terres sont vendus au XVIIe siècle à Heinrich von Galen (frère du prince-évêque de Münster) qui s'y installe en 1653. Lorsque cette branche s'éteint, le château passe à la branche du comte Clemens von Galen (1748-1820), originaire de Dinklage. Le château devient la seconde résidence de la famille après celle du château de Dinklage qui se trouve dans les environs.
Le comte Matthias von Galen (1800-1878), beau-frère du fameux Mgr de Ketteler, restaure le château et fait construire la chapelle néogothique. Le château demeure en possession de la famille von Galen jusqu'en 1997, lorsque le comte Christoph Bernhard von Galen (1907-2002) en fait don à la congrégation des Serviteurs de Jésus et Marie, fondée en 1988, qui y installe un internat de garçons. Le comte avait fait connaissance de la congrégation par l'intermédiaire de sa fille, la comtesse Johanna von Westphalen, parlementaire CDU et présidente d'honneur de la Katholische Pfadfinderschaft Europas (branche allemande des scouts catholiques d'Europe).

## Collège Cardinal-von-Galen
L'internat, qui comprend toutes les classes du secondaire (correspondant au collège et au lycée en France), est dénommé Kolleg Kardinal von Galen, d'après le cardinal von Galen, surnommé « le lion de Münster », oncle du dernier propriétaire. Il est dirigé par le Père Raphael von Carstein, SMJ.
Une statue du cardinal von Galen a été inaugurée en 2007 dans la cour intérieure du château.